# Nacaeus planellus
Nacaeus planellus är en skalbaggsart som först beskrevs av Sharp 1887.  Nacaeus planellus ingår i släktet Nacaeus och familjen kortvingar. Inga underarter finns listade i Catalogue of Life.